# Colin Kâzım-Richards
Colin Kâzim-Richards (Leytonstone, Inglaterra, 26 de agosto de 1986), conocido comúnmente como Kâzim-Kâzim, es un exfutbolista inglés nacionalizado turco que jugaba de delantero. Desde julio de 2024 trabaja en la academia del Arsenal F. C.

## Trayectoria

### Fenerbahçe S. K.
En verano de 2007 fichó por el Fenerbahçe Spor Kulübü tras disputar la Premier League con el recién ascendido Sheffield United. Kâzim-Kâzim, que desarrolló hasta entonces toda su carrera deportiva en su país natal, Inglaterra, aterrizaba así en Turquía, país de donde procede su madre y de donde obtuvo la doble nacionalidad. Previamente jugó en el Bury FC y Brighton & Hove Albion hasta llegar al Sheffield United de la Premier.

### Olympiacos de El Pireo
El 31 de enero de 2012 se hizo oficial la presentación del jugador para el Olympiacos de El Pireo en forma de cesión hasta final de temporada. 
Kâzim-Kâzim fue incluido en la lista de Fatih Terim para disputar con la selección turca la Eurocopa de Austria y Suiza 2008.

### Busaspor K. D.
En 2013, jugó en el Bursaspor de la Superliga de Turquía, disputando 21 encuentros marcando un solo gol.

### Feyenoord de Róterdam
En verano de 2014, se hizo oficial su fichaje por el Feyenoord. En la temporada 2013-2014, juega 36 partidos anotando 13 goles y asistiendo a gol en una ocasión.

### S. C. Corinthians
En enero de 2017 fue presentado por el Sport Club Corinthians Paulista con un contrato de 2 años. Jugó la Copa Sudamericana 2017, siendo eliminado en octavos de final por Racing Club.

### C. F. Pachuca
El 26 de noviembre de 2019 se confirmó su llegada a los tuzos de Pachuca tras jugar con el C. D. Veracruz.

## Selección nacional
Fue internacional con la selección de fútbol de Turquía, jugó 37 partidos internacionales y anotó dos goles.

## Estadísticas

### Clubes
| Club                         | País         | Año       | Part. | Goles |
| ---------------------------- | ------------ | --------- | ----- | ----- |
| Bury F. C.                   | Inglaterra   | 2004-2005 | 30    | 3     |
| Brighton & Hove Albion F. C. | Inglaterra   | 2005-2006 | 45    | 6     |
| Sheffield United F. C.       | Inglaterra   | 2006-2007 | 29    | 1     |
| Fenerbahçe S. K.             | Turquía      | 2007-2009 | 97    | 11    |
| Toulouse F. C.               | Francia      | 2010      | 18    | 2     |
| Fenerbahçe S. K.             | Turquía      | 2010      | 7     | 0     |
| Galatasaray S. K.            | Turquía      | 2011      | 35    | 7     |
| Olympiacos de El Pireo       | Grecia       | 2012      | 9     | 1     |
| Blackburn Rovers F. C.       | Inglaterra   | 2012-2013 | 31    | 5     |
| Galatasaray S. K.            | Turquía      | 2013      | 0     | 0     |
| Bursaspor                    | Turquía      | 2013-2014 | 21    | 2     |
| Feyenoord de Róterdam        | Países Bajos | 2014-2015 | 49    | 14    |
| Celtic F. C.                 | Escocia      | 2016      | 13    | 2     |
| Coritiba F. B. C.            | Brasil       | 2016      | 20    | 3     |
| S. C. Corinthians            | Brasil       | 2017-2018 | 18    | 1     |
| Lobos de la BUAP             | México       | 2018-2019 | 10    | 3     |
| C. D. Veracruz               | México       | 2019      | 29    | 9     |
| C. F. Pachuca                | México       | 2020      |       |       |
| Derby County F. C.           | Inglaterra   | 2020-2022 |       |       |
| Fatih Karagümrük S. K.       | Turquía      | 2022-2023 |       |       |

## Palmarés

### Campeonatos estatales
| Título              | Club              | Estado    | Año  |
| ------------------- | ----------------- | --------- | ---- |
| Campeonato Paulista | S. C. Corinthians | São Paulo | 2017 |
| Campeonato Paulista | S. C. Corinthians | São Paulo | 2018 |

### Campeonatos nacionales
| Título               | Club              | País    | Año     |
| -------------------- | ----------------- | ------- | ------- |
| Supercopa de Turquía | Fenerbahçe S. K.  | Turquía | 2007    |
| Supercopa de Turquía | Fenerbahçe S. K.  | Turquía | 2009    |
| Superliga de Turquía | Fenerbahçe S. K.  | Turquía | 2010-11 |
| Superliga de Grecia  | Olympiacos F. C.  | Grecia  | 2011-12 |
| Copa de Grecia       | Olympiacos F. C.  | Grecia  | 2011-12 |
| Supercopa de Turquía | Galatasaray S. K. | Turquía | 2013    |
| Scottish Premiership | Celtic F. C.      | Escocia | 2015-16 |
| Campeonato Brasileño | S. C. Corinthians | Brasil  | 2017    |